# File Navigator
File Navigator — бесплатный двухпанельный файловый менеджер с закрытым исходным кодом, работающий под управлением 32-битной операционной системы Microsoft Windows.

## Описание
File Navigator предоставляет пользователям простой в использовании инструмент, который позволяет без особых хлопот производить разнообразные операции с любыми типами файлов в операционных системах Microsoft Windows.
Внешним видом и некоторыми возможностями похож на файловый менеджер Far, но имеет графический интерфейс пользователя, а некоторыми командами и средствами для работы в системе на Total Commander.
Файловый менеджер имеет встроенный FTP-клиент, просмотрщик графических файлов, панель быстрого просмотра файлов, а также поддерживает работу с самыми популярными архиваторами RAR, 7-Zip, JAR, ZIP, ACE, TAR, Bzip и другие, архивы которых может открывать для чтения и редактирования внутри менеджера, поддерживает кодировки Windows, ISO, DOS, юникод и другие, drag-and-drop, плагины, синхронизацию каталогов, разделение и сборку файлов, групповое переименование файлов, настройку внешних и внутренних редакторов, изменение горячих клавиш меню, цветовые схемы и выделения, а также отображает скрытые и системные файлы и может изменять их атрибуты, а также перемещать, копировать или удалять наравне с другими файлами.
File Navigator не требует установки и может работать с USB-накопителей или компакт-дисков.